# Municipio de Asunción Ocotlán
El municipio de Asunción Ocotlán es uno de los 570 municipios del estado mexicano de Oaxaca. Su cabecera es la localidad de Asunción Ocotlán.

## Geografía
El territorio del municipio de Asunción Ocotlán tiene una extensión total de 12.76 kilómetros cuadrados, lo conforma la cabecera municipal y la localidad de Jelaro, limita al sur con el municipio de San Pedro Apóstol, al este con el municipio de San Pedro Mártir y el resto de sus límites son con el municipio de Ocotlán de Morelos.

### Orografía e hidrografía
El municipio se encuentra en los Valles Centrales de Oaxaca por lo que su territorio es prácticamente plano, solo existen una serie de lomas bajas al oeste del municipio que ondulan el territorio.
Los princales ríos de Asunción Ocotlán son un afluente del río Mijangos y un sector del río Atoyac; todo el territorio pertenece a la Cuenca del río Atoyac y la Región hidrológica Costa Chica-Río Verde.

### Clima y ecosistemas
El clima que se registra en todo el territorio municipal se clasifica como Semiseco semicálido, su temperatura media anual va de los 18 a los 20 °C, y la precipitación media anual va de 600 a 800 mm.
El principal uso que se da a la tierra es la agricultura de temporal, aunque casi no existe ningún tipo de flora debido a lo seco del clima; la fauna también es escasa, estando representada por zorrillos, los tlacuaches, los armadillos y las ratas de campo.

## Demografía
La población total del municipio de Asunción Ocotlán es de 3,257 habitantes, siendo 1,472 hombres y 1,785 mujeres, de acuerdo con los resultados del Conteo de Población y Vivienda de 2005 realizado por el Instituto Nacional de Estadística y Geografía; el índice de población masculina es por tanto de 45.2%, de 2000 a 2005 la tasa de crecimiento anual de la población es de -2.0%, el 30.&% de los habitantes son menores de 15 años y el 53.0% se encuentra entre los 64 y los 15 años de edad, el 99.8% de la población vive en localidades mayores de 2,500 habitantes, en esta caso únicamente la cabecera municipal, y el 94.4% de los habitantes mayores de cinco años de edad son hablantes de alguna lengua indígena.

### Localidades
En el municipio de Asunción Ocotlán tiene un total de dos localidades únicamente.
| Localidad        | Población (2020) |
| ---------------- | ---------------- |
| Asunción Ocotlán | 2350             |
| Jelaro           | 45               |
| Total Municipio  | 2395             |

## Política
El municipio de Asunción Ocotlán elige a sus autoridades municipales mediante el sistema de partidos políticos, que rige en el resto del estado y en todo el país, es por tanto uno de 153 municipios que siguen este principio, a diferencia de los otros 407 que se rigen mediante el régimen de usos y costumbres. El gobierno le corresponde por tanto al Ayuntamiento que es electo por medio de sufragio directo, universal y secreto para un periodo de tres años no reelegibles para el periodo inmediato pero si de manera no consecutiva y entra a ejercer su cargo el día 1 de enero del año siguiente a su elección.
El Ayuntamiento está conformado por el presidente municipal, un síndico y por un cabildo formado por tres regidores electos por mayoría.

### Representación legislativa
Para la elección de diputados locales al Congreso de Oaxaca y de diputados federales a la Cámara de Diputados federal, Asunción Ocotlán se encuentra integrado en los siguientes distritos electorales:
Local:
- XIX Distrito Electoral Local de Oaxaca con cabecera en Ocotlán de Morelos.

Federal:
- IV Distrito Electoral Federal de Oaxaca con cabecera en Tlacolula de Matamoros.[14]